# 程渙
程渙（？年—？年），一作程奐，東漢末年韓馥麾下都督從事。

## 生平
先前韓馥遣趙浮、程渙率領一萬名強弩兵駐守在孟津。趙浮等人得知韓馥打算將冀州拱手讓給袁紹後，急行還軍。
初平二年（公元191年），袁紹駐軍在朝歌清水河畔，趙浮等人趕到，趙浮軍有戰船數百艘，軍士一萬多人，軍容嚴整鼓聲不斷，晚上經過袁紹的軍營時讓袁紹感到厭惡。三月，趙浮、程渙等人抵達冀州，請求韓馥對抗袁紹，但韓馥沒有採納，韓馥辭去冀州牧並遷離官府到中常侍趙忠故宅居住，派兒子將冀州印綬送給袁紹。